# Monsuno
Monsuno (モンスーノ monsūno?),, även känd som Monsuno: World Kaiser, är en animerad amerikansk-japansk actionäventyrs-TV-serie som hade premiär i USA den 23 februari 2012 på Nickelodeons systerkanal, Nicktoons. Nicktoons finns ännu inte i Sverige. Serien kommer sändas över hela världen någon gång mellan mitten av 2012 och tidigt 2013 i Nickelodeon.. Serien är skapad av Jeremy Padawer och Jared Wolfson. Den är distribuerad av FremantleMedia och producerad av  Dentsu Entertainment USA och The Topps Company.

### Fotnoter
1. ↑  ”アニメ！アニメ！ビズ　「電通 世界展開TVアニメ｢モンスーノ｣でバンダイと協力」”. Arkiverad från originalet den 24 oktober 2012. https://web.archive.org/web/20121024164309/http://www.animeanime.biz/all/1112211/. Läst 24 maj 2012.
2. 1 2  U.S. Nicktoons to Air Monsuno, Jakks Pacific to Sell Toys
3. ↑  Monsuno To Hit Nicktoons